# Freccia del Brabante 1994
La Freccia del Brabante 1994, trentaquattresima edizione della corsa, si svolse il 27 marzo su un percorso di 185 km, con partenza e arrivo ad Alsemberg. Fu vinta dall'italiano Michele Bartoli della squadra Mercatone Uno-Medeghin davanti all'olandese Maarten den Bakker e all'altro italiano Gianni Bugno.

## Ordine d'arrivo (Top 10)
| Pos. | Corridore           | Squadra                        | Tempo    |
| ---- | ------------------- | ------------------------------ | -------- |
| 1    | Michele Bartoli     | Mercatone Uno-Medeghin         | 4h36'45" |
| 2    | Maarten den Bakker  | TVM-Bison Kit                  | s.t.     |
| 3    | Gianni Bugno        | Polti-Vaporetto                | a 10"    |
| 4    | Andrei Tchmil       | Lotto                          | s.t.     |
| 5    | Edwig Van Hooydonck | Wordperfect                    | s.t.     |
| 6    | Jesper Skibby       | TVM-Bison Kit                  | s.t.     |
| 7    | Gianluca Bortolami  | Mapei-CLAS                     | a 19"    |
| 8    | Serge Baguet        | Lotto                          | a 1'08"  |
| 9    | Dirk De Wolf        | Novemail-Histor-Laser Computer | s.t.     |
| 10   | Dag Otto Lauritzen  | TVM-Bison Kit                  | a 2'15"  |